# 李彥秀
李彥秀（1971年12月18日—），中華民國政治人物，中國國民黨籍，現任臺北市第四選舉區立法委員、國民黨副秘書長，曾任國民黨文化傳播委員會主任委員、臺北市議會議員、第9屆立法委員。
自1998年起連任五屆臺北市議員，2016年首次獲得提名參選立委成功，任內擔任中國國民黨立法院黨團書記長；2020年以些微差距連任失利後，接任國民黨副秘書長與婦女部主任委員，2022年以全國最高票之姿回鍋市議員。2024年獲得提名回鍋參選立委，以全市最高票重返立法院。

## 生平
其祖父李福仁出身當地望族，為著名士紳。在台灣日治時期就讀南港公學校（今南港國小），畢業於成淵中學。曾任舊庄壯丁團長，在太平洋戰爭時，任舊庄警護團分團長。在第二次世界大戰結束，中華民國政府接管台灣後，曾任南港民防團副團長、南港鎮第1至5屆鎮民代表、臺北縣議會第4屆議員。在胡適過世時，曾捐地給中央研究院，建立胡適墓園。過世於2004年（民國93年）3月21日。
父親李金璋曾任臺北市議員。
李彥秀出生於臺北市南港區，就學於南港國小、誠正國中、靜修女中，並畢業於加州大學爾灣分校經濟學系。

## 政治生涯
李彥秀在美國加州留學，就讀研究所期間，因其父親李金璋罹癌，她返回臺灣，代表中國國民黨參選1998年臺北市議員第二選舉區（內湖區、南港區），接替他的政治事業。她勝選並連任五屆，並曾當任市議會中國國民黨黨團書記長。市議員任內曾質疑美國在台協會與國有財產署簽下九十九年租約，在內湖金湖路的土地建設新館，是喪權辱國的行為。

### 黨內爭取參選立法委員機會(2008-2015年)
2008年中華民國立法委員選舉，李彥秀參加中國國民黨臺北市第四選舉區立委黨內初選，民調由李彥秀領先，但黨員投票由蔡正元領先，最終加權結果李彥秀以35.19%輸給蔡正元的37.26%，未獲提名。在黨員投票前，黨部臨時通知七百多位黨員不能投票引發爭議，臺北市黨部坦承這確實是疏失，李彥秀認為選前改變遊戲規則，選舉不公。同樣投入初選的吳世正痛批「最低民意支持度的人，竟然可以靠著人頭黨員勝出」。親民黨市議員黃珊珊表示「如果國民黨堅提沒有民意基礎的蔡正元，那她為了藍軍勝選將出馬參選」。
2012年中華民國立法委員選舉，李彥秀再次參加初選，以44.67%的支持率獲勝。但沒參加初選的時任立委蔡正元堅持參選到底，臺北市黨部史無前例地在初選後再次舉辦初選。李彥秀落淚表示「哪有按照遊戲規則，通過民調的參選人，還要被通知要再補考的？」。然而在第二次民調，李彥秀以49.69%小輸給蔡正元的50.31%，再次未獲提名。

### 第一次正式當選成為立法委員(2016-2020年)
2016年中華民國立法委員選舉，李彥秀再次參加初選，以32.12%的支持率擊敗闕枚莎（27.15%）、吳世正（22.69%）、邱毅（18.05%）。不過此區被中國國民黨選策會列為策略協調選區，黨部傾向禮讓親民黨提名的黃珊珊。直到民進黨確定禮讓黃珊珊，國親合作無望國民黨決定提名李彥秀，首次獲提名參選立委。
最終李彥秀獲得89,612票，靠著家族長期經營的南港險勝捲土重來的黃珊珊，當選第九屆立法委員。

### 首次落選立法委員(2020年)、重返台北市議會(2022-2024年)
2020年中華民國立法委員選舉，李彥秀在黨內初選中因同額競選而直接獲得提名。因為在立法院同婚專法表決投下贊成票，他一度遭中國國民黨中央常務委員提案撤銷立委提名。
李彥秀在該次選舉對上民進黨時任臺北市議員高嘉瑜，最終高嘉瑜獲超過12.5萬票成為北市最高票立委，李彥秀雖比上屆成長近3萬票，是國民黨這次選舉中最高票者，卻仍以六千多票之差落選。
他在落選後於2022年參選台北市議員，以全國最高票當選議員。但未能於議長假投票中出線代表國民黨參選議長。

### 第二次當選成為立法委員、獲台灣基進吳欣岱保送當選(2024年-)
一度表示無意回鍋參選立委的李彥秀仍選擇爭取2024年國民黨立委提名，挑戰昔日對手、爭取連任的民進黨立委高嘉瑜。經黨內協調下游淑慧宣布退選禮讓李彥秀，因同額競選獲得提名。
但挑戰高嘉瑜的還有台灣基進的吳欣岱，當時高嘉瑜表明願意在綠營內部協調，但吳欣岱拒絕。到了2023年11月，民進黨總統候選人賴清德也引用黨內民調指出，如果高嘉瑜一對一迎戰李彥秀，高嘉瑜將會勝出，並且表示在基進參戰的情況下，高嘉瑜會被分薄票源而落敗。吳欣岱堅持試圖搶奪高嘉瑜的席位，這種做法令綠營出現分裂，引起外界的一些討論。其中，民進黨的姚文智、徐國勇和王必勝等人就為吳欣岱站台。
選戰期間，高嘉瑜曾就李彥秀接受政治獻金、財產購置與網路操作等問題提出質疑，包括「收潤泰500萬政治獻金」、「選前花逾200萬購買網軍公關公司」、「剛選完就赴美置產」等事。李彥秀對此提告，但經士林地檢署調查後，高嘉瑜獲判不起訴。檢方處分書中也指出，從媒體報導、起訴書等資料來看，「難認高嘉瑜的言論是否如李彥秀所指屬謠言，尚屬有疑」。
最終，李彥秀在吳欣岱的保送下，未獲得過半得票的情況下，打敗了現任的高嘉瑜。
2024年2月，李彥秀出任國民黨文化傳播委員會主任委員，2025年4月卸任。

### 面臨罷免(2025年-)
在2025年，李彥秀遭到選民聯署要求罷免，罷免團體認為她在國會中並未進行有效的問政監督，並且在多個法案的表決中僅僅跟隨黨團的指示，沒有顧及選區的需求，因而成為壓制民主的工具人。罷免案領銜人鍾春德又指，李彥秀支持國會擴權及憲法訴訟法修惡，又刪國防及外交業務預算，想讓台灣難應付中國共產黨威脅並接軌世界，對台灣無忠誠度。他又預言，台灣若投降，中共會把台灣的男人送去北韓，女人跟小孩成為「行動器官庫」。高嘉瑜痛批，李彥秀不是在加州就是在拜票，領台灣人的納稅錢傷害台灣、住在美國、刪台灣政府的預算、不斷推動幫助中國的法案，又指一但「台灣有事」，李彥秀不會有事，因她在海南跟美國都有豪宅可以逃，而台灣人只能守護自己的國家。高嘉瑜也揭發，過去她在競選期間將李彥秀收政治獻金、買公關公司、質詢次數放在選舉公告上，而李彥秀選贏後還要告她，而今年她踢爆李彥秀財產申報不實，雖對方出面道歉申報疏漏，卻還是回過頭找律師告她。
罷免案在3月通過第一階段審查，進入第二階段。
在這次罷免行動中，支持罷免李彥秀的，還包括台北市議員李建昌、律師陳又新、曾光志。陳又新痛斥國民黨法案都在配合中國威脅、壓迫台灣，而李彥秀全部都參與了。曾光志痛斥李彥秀還簽署中配六改四法案，讓中配家人來台稀釋台灣人的醫療權益，更連署兩岸條例修法，把「台灣是中國內政」法律匡進去，還連署國安戰略法，架空總統的國安職權。
而李彥秀則獲得了台北市議員游淑慧 、李明賢、蔣萬安、侯友宜、謝國樑支持。另外，李彥秀、廖先翔二人亦作出區域聯防反罷免。
李彥秀涉及財產申報不實、在美國加州做包租婆、以及將美國加州房產申請為主要住宅減稅等爭議行為和指控再次被提及。另外，在投票前夕，網上出現了大量留言，指責高嘉瑜，稱過去高嘉瑜遭受家暴時，李彥秀曾大力聲援她，認為高嘉瑜現在的做法是忘恩負義。高嘉瑜形容這些輿論操作再次出現，令她感到「細思極恐」。高在一些罷免活動中獻唱「罷免才會贏」，也引起了一些媒體的關注。
雙方陣營亦在一些活動入面出言衝突，其中「港湖除銹」舉辦活動時，遭藍營支持者集體辱罵，不只出言辱罵，還丟銅板羞辱。罷團「港湖除銹」發言人就呼籲，李彥秀要約束自己的支持者。
在罷免說明會上，李彥秀也被指控違法提及民調，因而遭到批評，認為這是一種選舉奧步。

## 爭議

### 未申報美國房產及租金收入
2025年2月，前立委高嘉瑜揭發李彥秀在1994年到2002年期間曾經持有美國加州爾灣房產，但在1998年到2002年擔任議員期間沒有申報。對此，李彥秀表示1994年她就讀加州大學爾灣分校，因此父親出錢以她的名義在學校就近購屋。但就讀研究所期間父親突然中風，希望她放棄學業回來接棒參選，因此她1998年返國參選台北市議員，26年前剛踏入政壇對於財產申報法令瞭解不清楚，造成1998年到2002年持有該房產期間疏未申報「深感歉意，也坦然面對行政裁罰」。
高嘉瑜則反駁，李彥秀初次申報不清楚，但1994年至2024年已申報十餘次為何還是漏報？他也質疑李彥秀買房置產、藏匿於國外究竟有多少錢？
同時高嘉瑜也質疑李彥秀是否有綠卡身份，李彥秀則強調自己只有中華民國國籍，不僅沒有綠卡，更從來沒有申請過綠卡，已主動發函給立法院與相關主管機關，清查她是否擁有或曾擁有綠卡，以及有無如美國等外國國籍。
立委王義川則指出，李彥秀在美國每個月收到新臺幣27萬多的租金，3年共上千萬，但沒有依法申報。

### 涉嫌關說中州科大人口販運案
2025年2月，媒體人溫朗東指控李彥秀涉嫌關說中州科大人口販運案，使得原本通過不了的留學生簽證變成放行16人；李彥秀聲明辦公室同仁是以證人的身份前往作證，表示溫朗東抹黑並將提告。溫朗東則告發李彥秀涉犯《貪污治罪條例》的圖利罪。

### 被指服務處是違建
2025年3月，媒體人溫朗東指控，李彥秀南港服務處右方的親子教室是違建，而且占據法定空地和防火巷，已向台北市政府檢舉。李彥秀回應，該建築為她母親所有，非服務處範圍。

### 為涉及金融弊案、坑殺散戶的鍾文智提出咗修法方案脫罪
王鴻薇、李彥秀和黃國昌曾經為涉及金融弊案、坑殺散戶的鍾文智提出修法方案，這一行為被指控是為了讓鍾文智脫罪，結果引發了廣泛的批評。

## 選舉紀錄
| 年度 | 選舉屆數               | 選舉區           | 所屬政黨   | 得票數  | 得票率 | 當選標記   | 備註       |
| ---- | ---------------------- | ---------------- | ---------- | ------- | ------ | ---------- | ---------- |
| 1998 | 第八屆臺北市議員選舉   | 臺北市第二選舉區 | 中國國民黨 | 25,915  | 13.46% |            |            |
| 2002 | 第九屆臺北市議員選舉   | 臺北市第二選舉區 | 中國國民黨 | 25,546  | 13.85% |            |            |
| 2006 | 第十屆臺北市議員選舉   | 臺北市第二選舉區 | 中國國民黨 | 26,208  | 14.83% |            |            |
| 2010 | 第十一屆臺北市議員選舉 | 臺北市第二選舉區 | 中國國民黨 | 27,952  | 13.67% |            |            |
| 2014 | 第十二屆臺北市議員選舉 | 臺北市第二選舉區 | 中國國民黨 | 25,057  | 11.44% |            |            |
| 2016 | 第九屆立法委員選舉     | 臺北市第四選舉區 | 中國國民黨 | 89,612  | 41.74% |            |            |
| 2020 | 第十屆立法委員選舉     | 臺北市第四選舉區 | 中國國民黨 | 118,432 | 47.44% |            |            |
| 2022 | 第十四屆臺北市議員選舉 | 臺北市第二選舉區 | 中國國民黨 | 37,669  | 18.28% |            | 全國最高票 |
| 2024 | 第十一屆立法委員選舉   | 臺北市第四選舉區 | 中國國民黨 | 112,743 | 47.64% | 全市最高票 |            |

## 個人生活
2008年11月，李彥秀宣佈與時任新黨籍台北市議員侯冠群結婚，兩人原訂在陳雲林訪台期間舉行婚禮，邀請家族友人中共中央臺灣工作辦公室主任陳雲林擔任主婚人，但遭到陳以行程不便為由拒絕，婚後隔年赴美國待產後在台生下一女。

## 外部連結
- 李彥秀的Facebook專頁
- 李彥秀的Instagram帳戶
- (PDF). 中央選舉委員會.   [2021-01-06]. （原始内容存档 (PDF)于2020-10-18）.
- .   [2016-06-12]. （原始内容存档于2016-06-03）.
- 立法院全球資訊網－立法委員－李彥秀委員簡介 （页面存档备份，存于）
- 李福人 - 新北市議會全球資訊網 （页面存档备份，存于）